# دوري موريشيوس 2016-17
دوري موريشيوس 2016-17 هو موسم من دوري موريشيوس. أشرف على تنظيمه اتحاد موريشيوس لكرة القدم، وكان عدد الأندية المشاركة فيه 10، وفاز فيه نادي بومبليموس.